# Sematophyllum chlorocormum
Sematophyllum chlorocormum är en bladmossart som beskrevs av W. R. Buck, Churchill, Sastre-de Jesús in Churchill och Sastre-de Jesús 1987 [1988. Sematophyllum chlorocormum ingår i släktet Sematophyllum och familjen Sematophyllaceae. Inga underarter finns listade i Catalogue of Life.